# Rubus subornatus
Rubus subornatus är en rosväxtart som beskrevs av Wilhelm Olbers Focke. Rubus subornatus ingår i släktet rubusar, och familjen rosväxter. Utöver nominatformen finns också underarten R. s. melanadenus.